# Rifkabylerne
Rifkabylerne (berbisk: Imazighen eller Irifyen) er den berberiske befolkning der lever i Rifbjergene; den nordligste del af Atlasbjergene, i det nordlige Marokko, langs Middelhavets kyst mellem Tetouan og Melilla.
Rifkabylerne var i barbaresktiden, og også senere kendt som Nordafrikas mest frygtede sørøvere, de såkaldte rifpirater.
Rifkabylerne blev underkuet af spanierne i 1912, men gjorde oprør under Abd el-Krim og drev i 1921 spanierne tilbage. Med fransk hjælp lykkedes det imidlertid Spanien at besejre dem i 1926.